# Episodi di The Band
La serie televisiva The Band è stata trasmessa in prima visione da ottobre 2008 al 2009.
| Titoli                        |
| ----------------------------- |
| I Garage                      |
| Tu mi piaci                   |
| Gita al bosco                 |
| Sei Garage e un bebè          |
| Carnevale                     |
| Bonzo love Viola              |
| Gli Autorimessa               |
| Telefonini                    |
| L'ultimo bacio                |
| La sassofonista               |
| Il compleanno della mamma     |
| Emo                           |
| Il basso viola                |
| Lasciarsi                     |
| La lettera                    |
| Facciamo un video             |
| Maggie rap                    |
| Rumore                        |
| Angelica                      |
| L'interrogazione di scienze   |
| Gelosia                       |
| Soap opera                    |
| Tanti auguri papà             |
| La voce                       |
| La tastiera di Umberto        |
| Incontri ravvicinati          |
| Invito per due                |
| Energia pulita                |
| Lezioni di chitarra           |
| Romanticismo                  |
| Farsi male                    |
| Lo spot                       |
| Ti devo parlare               |
| Il cantante dei Pechino Motel |
| Ho un problema                |
| Il mio eroe                   |
| Le parole che non ti ho detto |
| Abbronzatissima               |
| Lo sponsor                    |
| Doppia coppia                 |
| La terribile prof             |
| Pigiama party                 |
| Lo sciopero di Viola          |
| Le bacchette                  |
| La canzone di Lucrezia        |
| La scommessa                  |
| Luciano il serpente indiano   |
| La partita                    |
| Il grande produttore          |
| Serata speciale               |
| Mal di gola                   |
| Videoclip                     |
| Bugie                         |
| Il vestito                    |
| Il gruppo che spacca          |
| La nuova batteria             |
| Lucrezia fidanzata            |
| S.m.u.s. 4                    |
| Bonzo lascia la band          |
| Allora mi ama                 |
| Nuove sonorità                |
| Inno per il curling           |
| L'idraulico                   |
| Biglietti                     |